# Notturno con grida
Notturno con grida è un film del 1981 diretto da Ernesto Gastaldi e Vittorio Salerno. 
Il film è inedito nelle sale cinematografiche in Italia, ma distribuito per l'home video.
Si tratta di una sorta di sequel infedele di Libido (1965), sempre co-diretto dal duo Gastaldi e Salerno. Contiene scene del primo film, utili per un flashback della nuova storia.
Il film riprende i temi dell'esorcismo, del mondo demoniaco, dei nomi dalla tradizione giudaico-cristiano-gnostica, quali Satana, Abaddon, Apollyon, cenni sul rituale del De exorcismis et supplicationibus quibusdam (DESQ) adottato da Papa Leone XIII.

## Produzione
Gli esterni sono stati girati a Soriano nel Cimino, in particolare nel bosco di faggi di Monte Cimino, dove si nota il Sasso naticarello (Naturae miraculum) celebrato da Plinio il Vecchio.
Il film è stato realizzato con il contributo del Ministero del Turismo e dello Spettacolo.